# Треп
Треп (фр. Trept) — коммуна во Франции, находится в регионе Рона — Альпы. Департамент коммуны — Изер. Входит в состав кантона Кремьё. Округ коммуны — Ла-Тур-дю-Пен.
Код INSEE коммуны — 38515. Население коммуны на 2006 год составляло 1785 человек. Населённый пункт находится на высоте от 219  до 360  метров над уровнем моря. Муниципалитет расположен на расстоянии около 420 км юго-восточнее Парижа, 38 км восточнее Лиона, 65 км северо-западнее Гренобля. Мэр коммуны — M. REYNAUD DULAURIER, мандат действует на протяжении 2008—2014 гг.
Динамика населения (INSEE):
Достопримечательности
Замок Серрьер (фр. Château de SERRIÈRES )
История замка Serrieres до TREPT, построенного в пятнадцатом веке, сливается с cемисотлетней историей  могущественной семьи Дофине:  Ла Пуап (фр. lа Poype). С его   перекрытиями, бастионами,  бойницами, c его укреплениями и башнями,  импозантный замок был домом  19 поколениям воинов.  Полукруглая, шипованная  железом, дверь открывает доступ к обозрению очаровательного   двора со  множеством окон, эпохи  ренессанса,  
На башнях можно заметить  отверстия для орудий, некогда располагавшихся там.
Эта феодальная крепость, наиболее хорошо сохранившаяся в регионе, находящаяся в центре парка в 40 га, в общей сложности насчитывает 90 га.
С его холма можно любоваться обширными и безмятежными видами департамента Изер и предгорья Альп.
Последний владелец, Жан-Франсуа де Ла Пуап, граф Serrieres, генерал империи (1758—1851) был отчужден от его родового замка в 1845 году.
Serrieres был приобретен г-н Луи. Его потомок,  мадемуазель де ла Рошетт (фр. Mademoisellee de la ROCHETTE) продала его  семье Рено (фр. Renaud)  в 1965 году.
После большой реставрационной работы братья Рено передали  право собственности в фонд культуры и культурного наследия  жилищно-коммунального хозяйства Постановлением от 8 марта 1995 года, которое  продолжает восстановление и  обеспечение всем необходимым, чтобы сделать его  культурным центром для проведения встреч, семинаров, региональных мероприятий,  театральных постановок, презентации предметов народного искусства и старых инструментов...  
Это место имеет дополнительное сообщение с Кремю (Сremieu), где множество зданий, расположенных вдоль крепостных валов, представляют собой культурный блок, охраняемый «SINGULIERS DE L'ART», как уникальный в районе Лиона.
Кроме того,  фонд предлагает преимущества компаниям по режиму меценатства, что дает возможность принимать  участие в развитии  любой другой формы культурной деятельности.